# Tobias Verhaecht

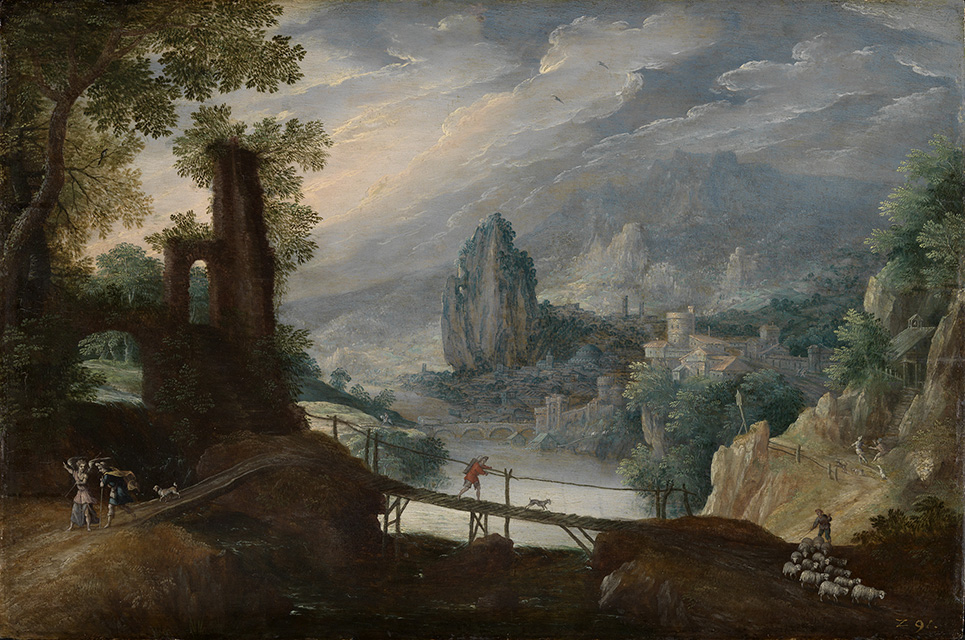
Gebirgslandschaft mit Tobias und dem Engel. Staatliche Kunsthalle Karlsruhe

Tobias Verhaecht (Aussprache: /ˈtoːbi̯as vərˈhaːçt/, *1561 in Antwerpen; † 1631 ebenda) war ein flämischer Maler und Zeichner des späten Manierismus, der sich auf Landschaften spezialisiert hatte. Sein Werk war geprägt vom Motiv der ‚Weltlandschaft‘, wie es Joachim Patinir und Pieter Brueghel d. Ä. zuvor entwickelt hatten.

## Leben

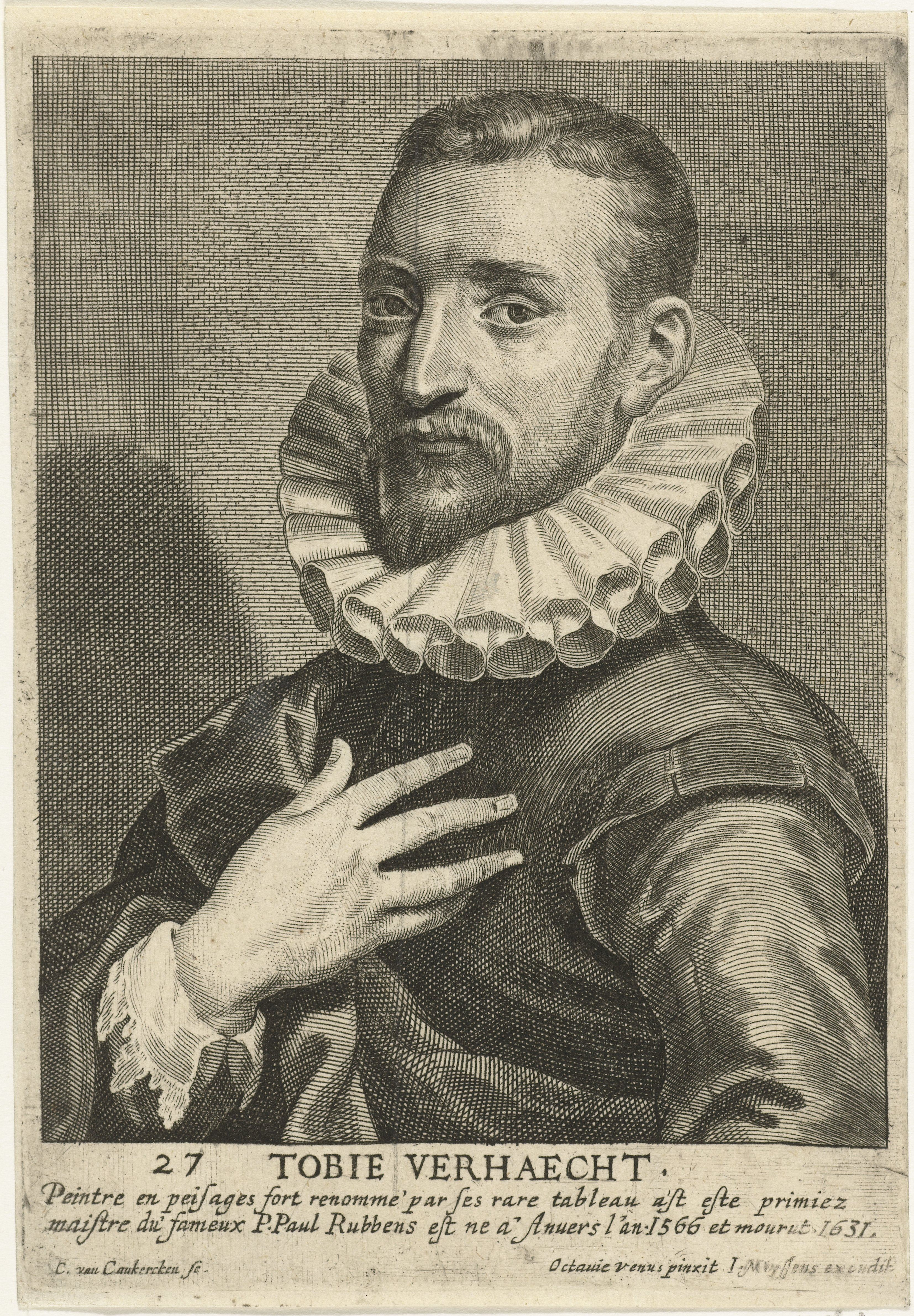
Cornelis van Caukercken nach Otto van Veen: der Maler Tobias Verhaecht

Von Verhaechts Leben ist wenig bekannt und noch weniger durch zeitgenössische Dokumente verbürgt. Es heißt, er sei in eine Familie von Künstlern und Kunsthändlern hineingeboren. Als Sohn eines Meisters wurde er in die Antwerpener Lukasgilde aufgenommen, woraus sich schließen lässt, dass sein Vater Cornelis Verhaecht ebenfalls Maler war. Der Vater war möglicherweise auch sein Lehrer, denn von einer Lehre in Malwerkstätten ist nichts dokumentiert. Wie viele flämische Künstler seiner Zeit reiste er zwischen seinem 20. und 30. Lebensjahr nach Italien, die einzigen auf uns gekommenen Belege dafür sind einige Zeichnungen mit römischen Ruinen und seine späteren Gemälde, die offensichtlich von alpinen Felsformationen inspiriert sind. Er soll sich zuerst in Florenz aufgehalten und für Francesco I. gearbeitet und sich dann in Rom mit Erfolg als Freskenmaler betätigt haben.
Sicher ist, dass er 1590 nach Antwerpen zurückkehrte, der oben erwähnten Lukasgilde beitrat und 1596 zu deren Oberdekan aufgestiegen war. Er betrieb eine Malerwerkstatt, in der später bekannte Künstler wie Abraham Matthys, Marten Rijckaert und Jan van Os ausgebildet wurden; ferner hat Peter Paul Rubens bei ihm gelernt, jedoch nur ein Jahr, da er an Landschaftsmalerei oder Verhaechts Stil der Landschaftsmalerei eigentlich nicht interessiert war. 1594 war Verhaecht an der Gestaltung der Festdekorationen anlässlich des Einzugs des spanischen Statthalters Ernst (III.) von Habsburg beteiligt. Außerdem war er literarisch tätig, als Mitglied der Rhetorikkammer der Gilde schrieb er unter anderem eine Komödie in Prosa.
Sein Familienleben war überschattet von Verlusten: Seine erste Frau, Suzanna Mockenbroch, eine Verwandte von Rubens, starb 1596, vier Jahre nach der Heirat, an der Geburt des dritten Kindes. Ein Jahr später heiratete er Esther Pamphi, die bis 1612 lebte. Von seinen fünf Kindern überlebten ihn nur drei; Sohn Willem van Haecht erlangte Bekanntheit als Maler niederländischer Interieurs.

## Themen und Stil
Verhaechts Hauptthema waren fantastische Gebirgslandschaften, fantastisch in dem Sinn, dass er sie nicht nach real existierenden Ansichten malte, sondern sie aus Skizzen oder aus der Erinnerung zusammensetzte. Möglicherweise studierte er auch die Strukturen von Steinen. Dabei orientierte er sich vor allem an Joachim Patinir, der bereits fünfzig Jahre tot war, als Verhaecht seine Maltätigkeit aufnahm. Auch Einflüsse des siebzehn Jahre älteren Gillis von Coninxloo sind auszumachen, zuweilen bis ins inhaltliche Detail, vergleicht man beispielsweise Coninxloos ‚Auffindung des Moses‘ mit Verhaechts ‚Venus und Adonis‘.
Verhaechts Panoramen sind als unendlich weite ‚Weltlandschaft‘ von einem hohen Punkt aus gesehen und schließen oft eine biblische oder mythologische Szene ein, die jedoch so klein wiedergegeben ist, dass man sie auf den ersten Blick kaum erkennen kann. Andere Werke zeigen lediglich winzige Wanderer oder Reiter oder beschränken sich auf die reine Landschaft. Steile Berge, bizarre Felsformationen, zerklüftete Schluchten und mäandernde Flüsse kontrastieren mit Dörfern, Städten, Burgen und weiteren vom Menschen geschaffenen Landschaftselementen. Das Markante an Verhaechts Bilder liegt darin, dass die Bildgegenstände oft transparent, kristallin und märchenhaft, ja fast surreal wirken, das augenfälligste Beispiel dafür ist seine ‚Alpine Landschaft‘ im Madrider Prado Museum:
Seine Malweise ist überaus präzise und er folgte nicht den damals aktuellen Bemühungen um einen lockereren Stil, was ihm das Urteil eintrug, rückwärtsgewandt, kleinlich und ängstlich zu sein. Dennoch gab es eine Zusammenarbeit mit anderen Antwerpenern Malern wie Jan Brueghel d. Ä., Frans Francken d. J., Sebastian Vrancx, Gillis Coninxloo und Joos de Momper. Es war damals gang und gäbe, dass sich die Maler die Arbeit aufteilten und Gemeinschaftswerke schufen. In diesen Fällen malte Verhaecht die Landschaften und ein Kollege Figuren, Häuser, Vegetation usw.
Auch einige Federzeichnungen auf Papier sind auf uns gekommen, hier ist sein Stil flüssiger. Charakteristisch sind die parallelen Striche und die betonten Umrisse. Insgesamt wirken sie realistischer als die Ölgemälde, obwohl im Einzelfall nicht eindeutig zu beurteilen ist, ob es sich um eine real vorhandene oder eine imaginierte Szenerie handelt.
Jan Collaert II und Egbert van Panderen fertigten Kupferstiche nach Arbeiten von Tobias Verhaecht.

## Werke
Nach alten Inventarlisten zu schließen, hinterließ Verhaecht ein umfangreiches Werk, doch wenig davon ist heute noch nachweisbar. Vieles befindet sich in Privatsammlungen und kommt ab und an auf den Kunstmarkt. Auch sind die Arbeiten selten datiert, sodass meist nur Zeiträume als Entstehungszeit angegeben werden können und eine Verfolgung der künstlerischen Entwicklung Verhaechts erschwert ist. Seine Signatur war TVH, auf mindestens zwei Zeichnungen ist ein zusammengezogenes TH mit Jahreszahl gut sichtbar.
Folgende Gemälde in öffentlichen Sammlungen werden heute Tobias Verhaecht als Urheber zugeordnet:
- Die Flucht nach Ägypten, Öl auf Holz, Kunsthalle Hamburg
- Der Sturz des Ikarus, Öl auf Kupfer, Städelsches Kunstinstitut Frankfurt a. M.
- Der Turmbau zu Babel, Öl auf Leinwand, Castle Museum Norwich (Norwich Museum Collections)
- Der Evangelist Johannes auf Patmos, Öl auf Leinwand, Eremitage St. Petersburg
- Alpine Landschaft, Öl auf Leinwand, Prado Museum Madrid
- Landschaft mit Tobias und dem Engel, Öl auf Holz, Staatliche Kunsthalle Karlsruhe
- Berglandschaft mit Fluss, Öl auf Holz, Königliche Museen der Schönen Künste von Belgien, Brüssel
- Jagdabenteuer Kaiser Maximilians I., Öl auf Holz, Königliche Museen der Schönen Künste von Belgien, Brüssel